# Tân thập đại kiến thiết
Tân thập đại kiến thiết là phiên âm Hán-Việt của tên gọi chung cho mười dự án lớn mà chính quyền Đài Loan đang triển khai. Mười dự án này được coi là phiên bản thế kỷ 21 của Thập đại kiến thiết tiến hành từ thập niên 1970. Khác với thập đại kiến thiết chỉ tập trung vào cơ sở hạ tầng, tân thập đại kiến thiết bao gồm cả các dự án phát triển văn hóa, công nghệ, và cơ sở hạ tầng. Dự án được đệ trình vào năm 2003 và được quốc hội Đài Loan phê duyệt ngân sách thực hiện vào năm 2005.
Mười dự án lớn đó gồm:
1. Kế hoạch phát triển các trường đại học và các trung tâm nghiên cứu công nghệ cao. Mục tiêu của dự án này là trong vòng 5 năm sẽ có ít nhất một trường đại học lọt vào danh sách 100 trường đại học tốt nhất thế giới.
2. Xây dựng các trung tâm văn hóa nghệ thuật. Mục tiêu là sẽ xây dựng ở Đài Bắc, Đài Trung và Đài Nam những trung tâm văn hóa nghệ thuật quốc tế, và biến Đài Loan thành nơi phổ biến các loại hình âm nhạc lưu hành trong khối văn hóa Trung Hoa.
3. Kế hoạch Đài Loan M: Phát triển lĩnh vực công nghệ thông tin, đưa Đài Loan thành nơi có dịch vụ Internet tốt nhất thế giới.
4. Xây dựng hệ thống các trung tâm triển lãm hỗ trợ phát triển khoa học kỹ thuật, du lịch và văn hóa.
5. Phát triển các hệ thống đường sắt đô thị và đường sắt cao tốc.
6. Kế hoạch phát triển hệ thống đường bộ cao tốc lần thứ ba.
7. Nâng cấp cảng Cao Hùng thành một cảng quốc tế trung chuyển container cỡ lớn.
8. Kế hoạch nâng cấp hệ thống giao thông đô thị ở Đài Bắc, Đài Trung và Đài Nam với tổng chiều dài đường cần nâng cấp là 182 km.
9. Cải tạo hệ thống thoát nước theo hướng bảo vệ môi trường.
10. Xây dựng các đê biển, và các công trình đối phó với hiện tượng nước biển dâng cao do Trái Đất nóng lên.

Mười dự án trên sẽ được tập trung triển khai trong vòng 5 năm với tổng ngân sách thực hiện lên tới 500 tỷ Tân Đài tệ.